# Мост Луиша I
Мост Луиша I (порт. Ponte Luís I) — совмещённый металлический арочный мост через реку Дору в Португалии. Соединяет города Порту и Вила-Нова-ди-Гая. Сооружён в 1886 году по проекту  Теофила Сейрига — ученика и компаньона Гюстава Эйфеля. Назван в честь правившего тогда короля Луиша I.

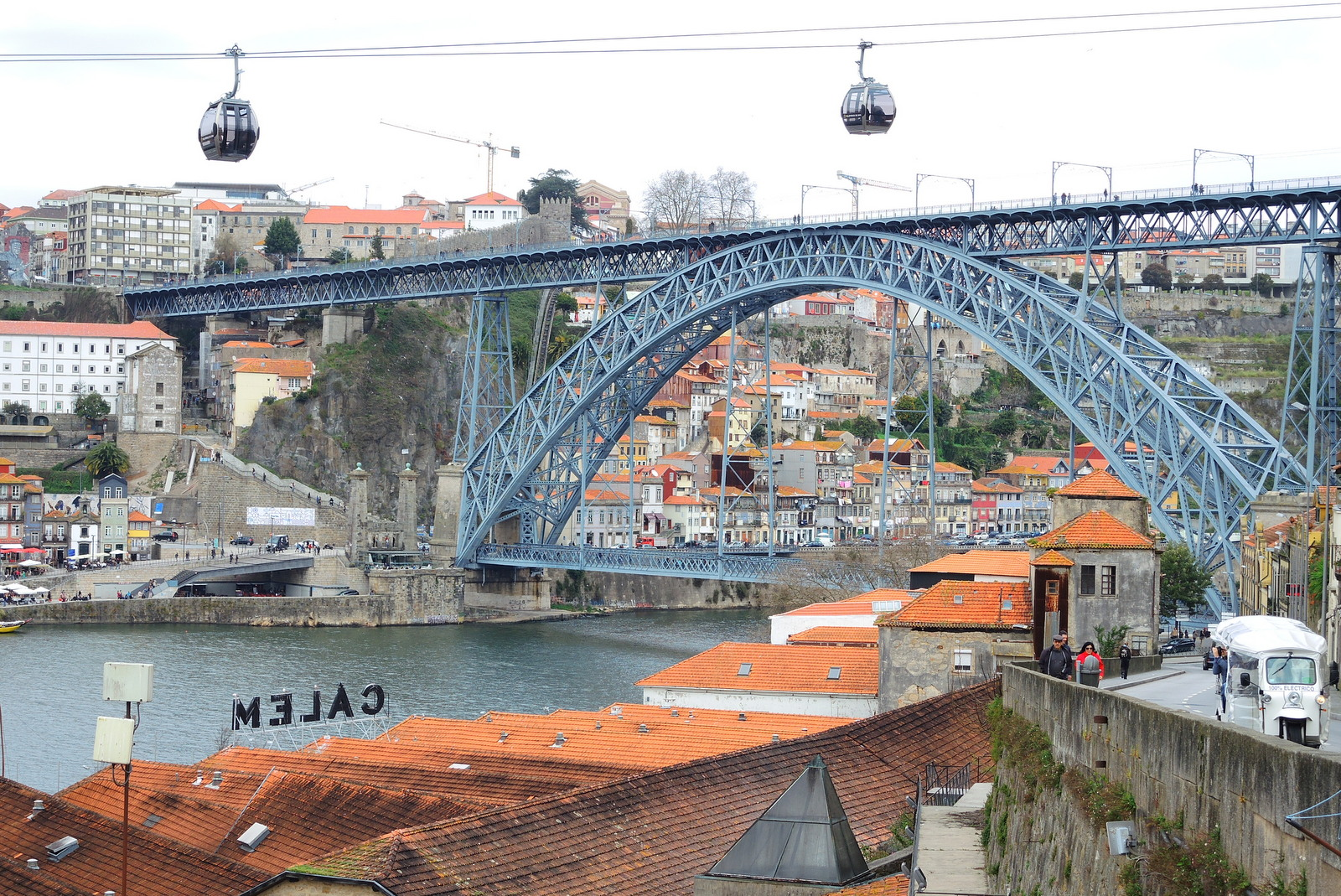
Вид на мост со стороны Вила-Нова-де-Гайа

Мост имеет длину 385,25 м и весит 3045 тонн, длина же арочного пролёта равна 172 м, а его высота — 44,6 м. Нижний уровень, проходящий над самой поверхностью воды, связывает район Рибейра города Порту с погребами и винными складами города Вила-Нова-ди-Гая. Верхний уровень предназначен для связи верхнего района Порту, расположенного рядом c железнодорожным вокзалом Сан-Бенту, с верхней частью Вила-Нова-ди-Гая. C 2003 года верхняя часть моста закрыта для автомобилей и используется скоростным трамваем «Метрополитен Порту» и пешеходами.
Мост Луиша I является своеобразным символом города Порту. Его изображение часто можно встретить на этикетках местного портвейна.